# World Drifts In (Live at the Barbican)
World Drifts in: Live at the Barbican London prvo je videoizdanje američkog americana/indie rock sastava Calexica, objavljeno 12. srpnja 2004. pod etiketom Quarterstick Recordsa.

## Povijest
DVD uključuje koncert koji je Calexico održao u studenom 2002. u Barbicanu u Londonu u sklopu festivala Further Beyond Nashville, koji je ujedno najavio izlazak njihova sljedećeg albuma Feast of Wire. Na izdanju se nalaze i intervjui sa sastavom; Border House, pogled Billa Cartera iza kulisa na snimanje albuma Feast Of Wire; The Soul of Mariachi, 10-minutni dokumentarac koji je režirao Joey Burns; Shot and Mounted, video materijal s europske turneje iz 2003.; kratki crtani film El Kabong Rides Again; te razni spotovi iz cjelokupne povijesti sastava.

## Popis pjesama
| Br. | Skladba                                         | Autor                          | Trajanje |
| --- | ----------------------------------------------- | ------------------------------ | -------- |
| 1.  | »Wash«                                          | Burns                          | 3:17     |
| 2.  | »Sonic Wind«                                    | Burns, Convertino              | 5:32     |
| 3.  | »Sunken Waltz«                                  | Burns, Convertino              | 2:54     |
| 4.  | »The Ride, Pt. 2«                               | Burns                          | 3:19     |
| 5.  | »Frontera/Trigger«                              | Burns                          | 5:12     |
| 6.  | »Woven Birds«                                   | Burns, Convertino              | 4:17     |
| 7.  | »Not Even Stevie Nicks...«                      | Burns, Convertino              | 2:35     |
| 8.  | »Black Heart«                                   | Burns, Convertino              | 4:50     |
| 9.  | »El Picador«                                    | Burns, Convertino              | 4:57     |
| 10. | »Across the Wire«                               | Burns                          | 3:35     |
| 11. | »Quattro (World Drifts In)«                     | Burns, Convertino              | 4:41     |
| 12. | »Ballad of Cable Hogue«                         | Burns                          | 3:35     |
| 13. | »Si Tu Disais«                                  | Ane, Bondu, Chataigner, Toorop | 3:09     |
| 14. | »Stray«                                         | Burns                          | 5:57     |
| 15. | »Cancion del Mariachi«                          | Rosas                          | 3:06     |
| 16. | »Corona«                                        | Boon                           | 3:35     |
| 17. | »Close Behind«                                  | Burns                          | 3:30     |
| 18. | »Aires del Mayab«                               | Dominguez, Duarte              | 3:50     |
| 19. | »El Cascabel«                                   | Barcelata                      | 7:04     |
| 20. | »Crystal Frontier«                              | Burns                          | 10:20    |
| 21. | »Border Horse«                                  | Carter                         |          |
| 22. | »The Soul of Mariachi«                          | Burns                          |          |
| 23. | »Shot and Mounted«                              | Murray                         |          |
| 24. | »Interviews«                                    |                                |          |
| 25. | »El Kabong Rides Again«                         | Berg, Evelyn                   |          |
| 26. | »The Black Light« (multimedijska verzija)       | Pirozzi                        |          |
| 27. | »Ballad of Cable Hogue« (multimedijska verzija) | Pirozzi                        |          |
| 28. | »Crystal Frontier« (multimedijska verzija)      | Pirozzi                        |          |

## Zasluge

### Glazbenici
| - Joey Burns - akustična gitara, električna gitara, vokali, miksanje, intervjuer - John Convertino - bubnjevi - Roberto Moreno - truba, vokali, asistent - Paul Niehaus - akustična gitara, električna gitara, pedal steel - Jorge A. Perez Rivera - violina, vokali - Francoiz Breut - vokali, ilustracije - Fernando Valencia - violina, vokali - Jaime Valencia - violina, vokali - Jacob Valenzuela - truba, klavijature, vibrafon, prateći vokali - Martin Wenk - akustična gitara, prateći vokali, klavijature, harmonika, truba, melodica, bariton gitara, vibrafon, sampling - Volker Zander - prateći vokali, uspravni bas - Matt Dowse - trombon | - Christof Ellinghaus - producent - Michael Schwabe - mastering - Colin Brewer - režija - James Murray - režija, projekcija, montaža - Sebastian Kaltmeyer - montaža, nadzornik postprodukcije - Jelle Kuiper - tehničar, mikser - Eberhard Köhler - mastering - Sam Maynard - operater kamere - Robert Conley - operater kamere - Mike Barrett - operater kamere - Ian Curtis - operater kamere - Jonas Zadow - asistent - Amy James - asistent produkcije |

## Recenzije
Mark Fielding s MusicOMH-a napisao je kako je sastav u svojoj izvedbi obuhvatio duhove američke, meksičke i španjolske glazbe čiji se utjecaji neprestano miješaju u njihovu opusu. "Calexico je dašak svježeg zraka. Jednaki su kad sviraju kod kuće s alt-country glazbenicima, na festivalima, s rock sastavima ili na ulicama Meksika - njihove posvojene zemlje koja je tako lijepo portretirana u nihovoj glazbi i uhvaćena tako elegantno na ovom disku. To je ogledni primjer za sve što može biti dobro na glazbenom DVD-u. To je novi format kojeg još treba iskoristiti do njegova punog potencijala, ali ako sastav bude nastavio objavljivati koncerte i dokumentarce ovog kalibra, onda se mogu samo poboljšati."

## Vanjske poveznice
- Albumi Calexica